# 罗索 (圣卢西亚)
罗索（Roseau）是加勒比海岛国圣卢西亚岛西端的一个社区，行政上由昂斯拉雷区管辖，位于昂斯拉雷以北和马里戈特以南，靠近罗索河河口和皮洛里角。